# Giuseppe Larroca
Giuseppe Larroca, O.P. foi um religioso espanhol nascido em 1813 em Salamanca, Espanha. Tornou-se frade dominicano da Ordem dos Pregadores em 1830.
Em 1879, por meio de votação epistolar (por impossibilidade de reunir o Capítulo Geral), foi eleito Mestre Geral da sua ordem. 
Era na época Reitor da Universidade de São Tomás, em Manila, Filipinas.
Durante o seu mandato visitou toda a ordem, favorecendo o estudo bíblico no Convento de Jerusalém (apoiando a criação da Escola Bíblica de Jerusalém) e adquiriu uma residência para professores na Universidade de Friburgo. Em consonância com o Papa Leão XIII fez a apologia do Rosário e da criação das respectivas Confrarias. 
Depois de muito sofrer, faleceu a 8 de Janeiro de 1891, estando sepultado na Basílica de Santa Sabina, em Roma.